# Kütahyaspor
Kütahyaspor ist ein türkischer Fußballverein aus Kütahya, der am 26. Mai 1966 gegründet wurde. Der Verein spielt seit 2008 in der Amateurliga, war zu früheren Zeiten jedoch lange Jahre in der zweiten türkischen Liga vertreten.

## Geschichte
Kütahyaspor wurde 1966 mit der Vereinigung der Vereine Dumlupınarspor, Dağcılık, Kütahya Gençlik und Alayunt Gençlik gegründet.
Eines der wichtigsten Ereignisse der Vereinsgeschichte ist das Spiel gegen Galatasaray Istanbul im türkischen Pokal in der Spielzeit 1968/69. Die Hinrunde gewann die Mannschaft von Kütahyaspor mit 4-3. Das ist bis dato der bedeutendste Sieg des Vereins. In der Rückrunde verlor die Mannschaft jedoch mit 2-1, was dazu führte, dass sie wegen der Tordifferenz aus dem Turnier ausschied. Galatasaray Istanbul wurde später der Sieger des Turniers.
Die beste Spielzeit der Vereinsgeschichte ist die Saison 1969/70. Der Verein erreichte das Halbfinale des türkischen Pokalturniers, in dem sie in der Vorrunde Feriköy mit einem 2:1-Sieg aus dem Turnier schossen, im Achtelfinale Mersin İdman Yurdu mit 1-1 in der Hinrunde und 1-0 in der Rückrunde überlisteten und im Viertelfinale gegen PTT SK mit 2-0 in der Hinrunde und 2-3 in der Rückrunde gewannen. Im Halbfinale traf die Mannschaft auf Eskişehirspor. Die Hinrunde endete in einem torlosen Remis. Die Rückrunde gewann Eskişehirspor mit 4-0 und somit schied Kütahyaspor aus dem Turnier aus.
Im Sommer 2016 sicherte sich der Verein die Meisterschaft und anschließend über eine Relegationsphase den Aufstieg in die TFF 3. Lig. Dadurch kehrte der Verein nach acht Jahren Abstinenz wieder in den Profifußball zurück.

## Ligazugehörigkeit
- 2. Liga: 1966–1976, 1980–1985, 1987–1991, 1992–1994
- 3. Liga: 1976–1978, 1979–1980, 1985–1987, 1991–1992, 1994–2003
- 4. Liga: 2003–2008, 2016–2017
- Regionale Amateurliga: 1978–1979, 2008–2016, seit 2017

## Ehemalige bekannte Spieler
- Kemalettin Şentürk
- Abdi Aktaş
- İsmail Ertekin
- İsa Ertürk

## Trainer (Auswahl)
- Candemir Berkman (Juli 1969 – August 1970)
- Ergun Kantarcı (Juni 1992 – August 1992)
- Raşit Karasu (September 1993 – Mai 1994)
- Fatih Uraz (Juli 1995 – Januar 1996)
- Kamuran Yavuz (April 2002 – September 2002)
- Ali Nail Durmuş (August 2004 – November 2004)
- Murat Özgen (November 2006 – Februar 2007)
- Timuçin Çuğ (März 2007 – Mai 2007)
- Timuçin Çuğ (Januar 2008 – März 2008)
- İbrahim Köseoğlu (April 2008 – Mai 2008)
- Timuçin Çuğ (November 2012 – Mai 2013)
- Hikmet Demirbilek (März 2015 – )

## Präsidenten
- Abdurrahman Karaa
- Vedat Çincioğşı
- İbrahim Germiyanoğlu
- Ziya Ugan
- Rıza Çekinmez
- M.Ali Aytun
- Necati Çağrıcı
- Fethi Güzen
- Erol Keskin
- Mehmet Özmal
- Burhan Marayer
- Oral Kiper
- Fikret Ersen Erguz
- H.İbrahim Özkarca
- A.Osman Erez
- Cengiz Esendemır
- Bahattin Gümüş
- Ali Kızılbül
- Süleyman Aygen
- Süleyman Canan
- İsmail Dayıoğlu
- Cahit Özel
- Yılmaz Özdemir
- H.Fehmi Kınay
- Nejat Özturan
- Yunus Kılıç
- Mustafa Sopakoymaz
- Zekeriya Ünaldı
- Ali Okçu
- Ali Ozan
- Ahmet Tekdemir
- Ramazan Yıldırım